# Michelisz Norbert
Michelisz Norbert (Himesháza, 1984. augusztus 8. –) A 2019-es túraautó-világkupa, valamint 2023-as és a 2024-es TCR-világsorozat győztese ès a 2017-es túraautó vilàgbajnoksàg ezüstèrmese. Jelenleg a Hyundai gyári versenyzője.

## Pályafutása

### A kezdetek
Autóverseny-szimulátoros kezdetek után 2006-ban megnyerte a Suzuki Swift Kupát, majd 2007-ben a Renault Clio Kupa bajnoka lett. 2008-tól vesz részt nemzetközi versenyeken. Első szezonjában egy futamot nyerve, 18 pontot gyűjtve a tizennegyedik helyen zárt a SEAT León Európa-kupa mezőnyében. Ebben az évben kezdett együtt dolgozni Bári Gergely versenymérnökkel. A SEAT León-Európa-kupában versenyzett 2009-ben is. A szezon során öt győzelmet szerzett, végül – tizenhárom ponttal az olasz Massimiliano Pedalà előtt – a bajnokság élén zárt.

### Túraautó-világbajnokság

#### WTCC 2008–2009 – Az első két beugrás

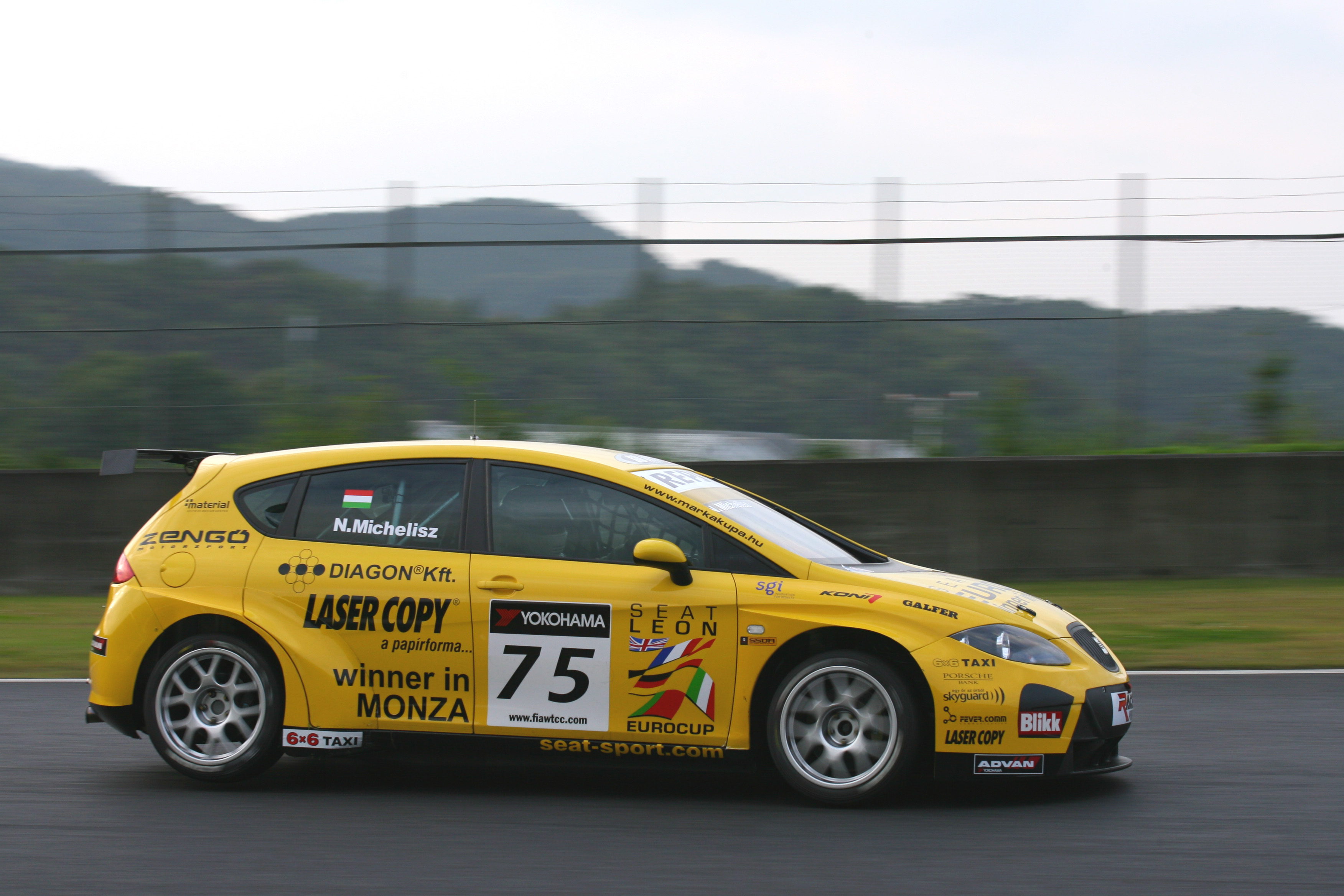
2008-ban Okajamában

2008-ban a Seat León Eurocup monzai versenyén elért eredményei következtében, a SUNRED Racing támogatásával rajthoz állhatott a túraautó-világbajnokság japán fordulójában. Az első futamon már az első körben kiesett, a másodikon így a mezőny végéről indult és a 16. helyen zárt. 2009-ben szabadkártyával részt vett a túraautó-világbajnokságon két viadalán, ezúttal Nagy-Britanniában, a Brands Hatch-i pályán, ahol meglepetésre egy gyengébb technikával a 10. pozíciót szerezte meg az időmérő edzésen, maga mögé utasítva többek között a világbajnok Yvan Müllert. Az első futamon azonban éppen a francia pilótával ütközött, fel kellett adnia a körviadalt, így a második versenyen nem tudott rajthoz állni.

#### WTCC 2010 – Az első teljes év, a SEAT-os korszak
2010-ben a Zengő Dension Team színeiben a világbajnokság állandó résztvevője volt, privát indulóként, egy SEAT León TDI versenyautóval. A 2010-es évadban kiírt újoncok versenyének öt társával együtt volt résztvevője. A 22 verseny során kétszer állhatott dobogóra (ebből egyszer volt ténylegesen a dobogón, mivel a japán futamon bár ötödikként ért célba, a brazil Augusto Farfust és a brit Andy Priaulx-t előle zárták ki mind a két versenyből). Ő lett az első magyar versenyző, aki túraautó-világbajnoki futamot nyert, a szezonzáró makaói verseny második futamán győzni tudott, megelőzve az olasz Gabriele Tarquinit és a brit Robert Huffot. A pilóták pontversenyében 104 ponttal a 9. helyen zárt, az újoncok között pedig megnyerte a bajnokságot a dán Michel Nykjær és a svájci Fredy Barth előtt.

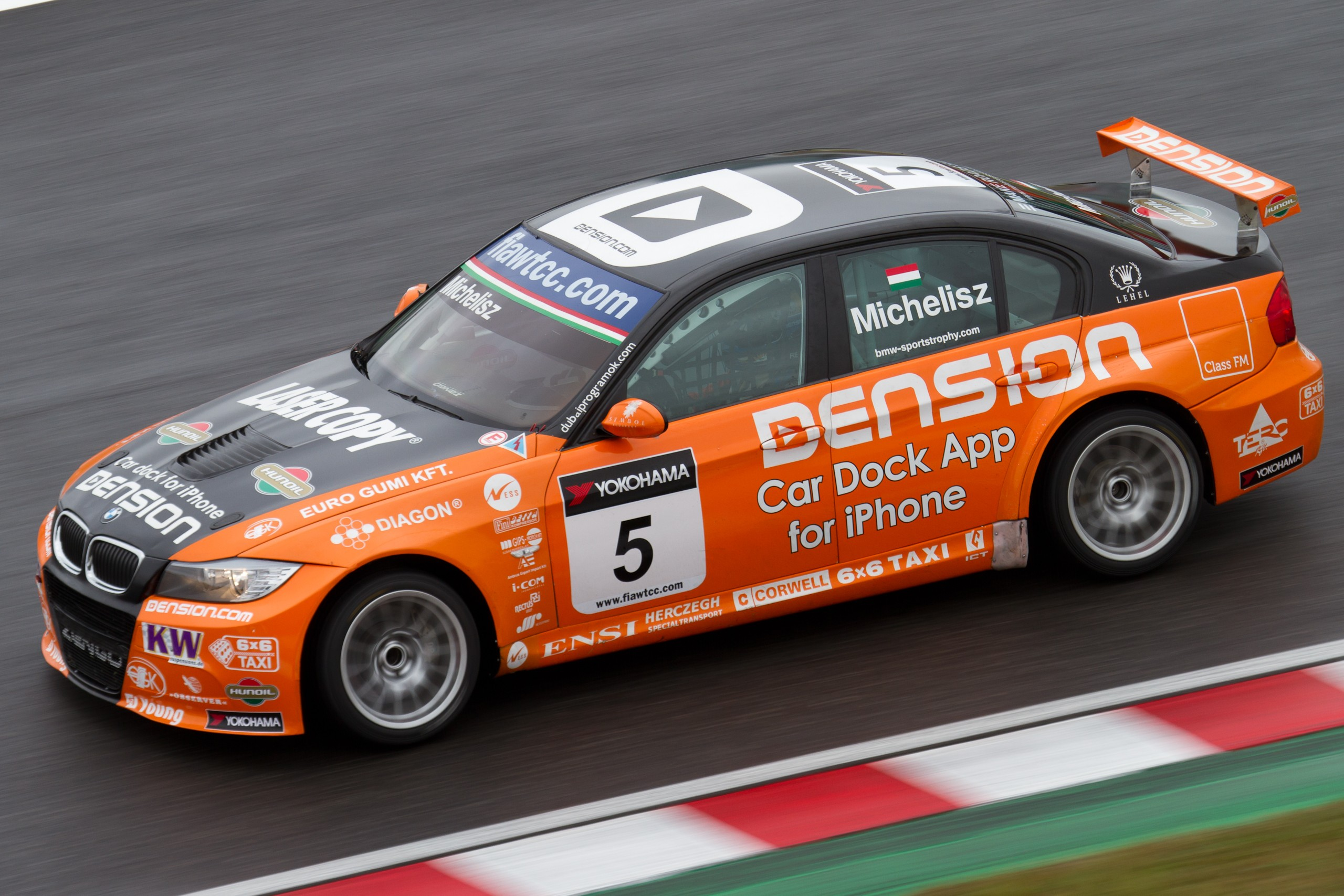
A Zengő Motorsport BMW-jében a 2011-es japán nagydíjon

#### WTCC 2011 – BMW
Második teljes szezonjában ki kellett hagynia az első versenyt Brazíliában, mivel a Zengő Dension Team még nem írta alá a szerződést új versenyautója, egy BMW 320 TC használatba vételéről. Így csak a szezon második versenyén, a belgiumi Zolderben mutatkozhatott be. Az ott megszerzett hetedik és nyolcadik helye után mind Michelisz, mind a csapat nagy reményeket táplált a független (nem gyári) indulók számára kiírt WTCC Yokohama Trophy megnyerésére, amit tovább fokozott az olaszországi futamon elért negyedik és hetedik helye. Az észak-afrikai politikai feszültségek miatt a sorozat szervezői törölték a marokkói viadalt, így a negyedik fordulóra a Hungaroringen került sor. Michelisz és a Zengő Dension Team hazai pályán a szezon legjobb eredményét érte el, amikor a 6. helyről rajtolva, bravúros versenyzéssel másodikként ért célba az első futamon, a győztes Alain Menu Chevrolet Cruze-a mögött. A második futamon nem járt szerencsével: az első kanyarban összeütközött a marokkói Mehdi Bennani BMW 320 TC-jével, összetörve kocsija elejét. A rajt után lezúduló zápor miatt leállították a futamot, így a magyar pilóta ott lehetett a megismételt rajtnál. Súlyosan sérült kocsija ellenére, a mezőny végéről indulva a 15. helyre ért be, a leggyorsabb kört elérve.
Az idény záró szakaszában néhány szép felvillanás mellett technikai és emberi hibák tarkították Michelisz Norbert szezonját. A portói második futamon negyedikként ért célba. Az oscherslebeni második futamon vezette a mezőnyt, de hibázott és kiesett. Valenciában a későbbi világbajnok, Yvan Muller kocsiját üldözte az első helyért, amikor az utolsó kör utolsó kanyarjában, Robert Huff nyomása alatt a kevésbé tapadó belső ívre hajtott, autója megpördült, így második helyett csak hatodik lett. Az Ázsiában megrendezett utolsó hat futamon a magyar pilóta csak háromszor tudott pontot szerezni, emiatt a világbajnoki összetett 9. helyére, valamint a WTCC Yokohama Trophy negyedik helyére esett vissza.

#### WTCC 2012 – Privát bajnoki cím a BMW-vel
2012-ben megszerezte második világbajnoki futamgyőzelmét a Hungaroringen, mintegy 35 ezres közönség előtt. Az év végén a bajnoki tabella 6. helyén végzett és megnyerte a nem gyári (privát) csapatok versenyzői számára kiírt WTCC Yokohama Trophy-t.

#### WTCC 2013 – Váltás a Hondára

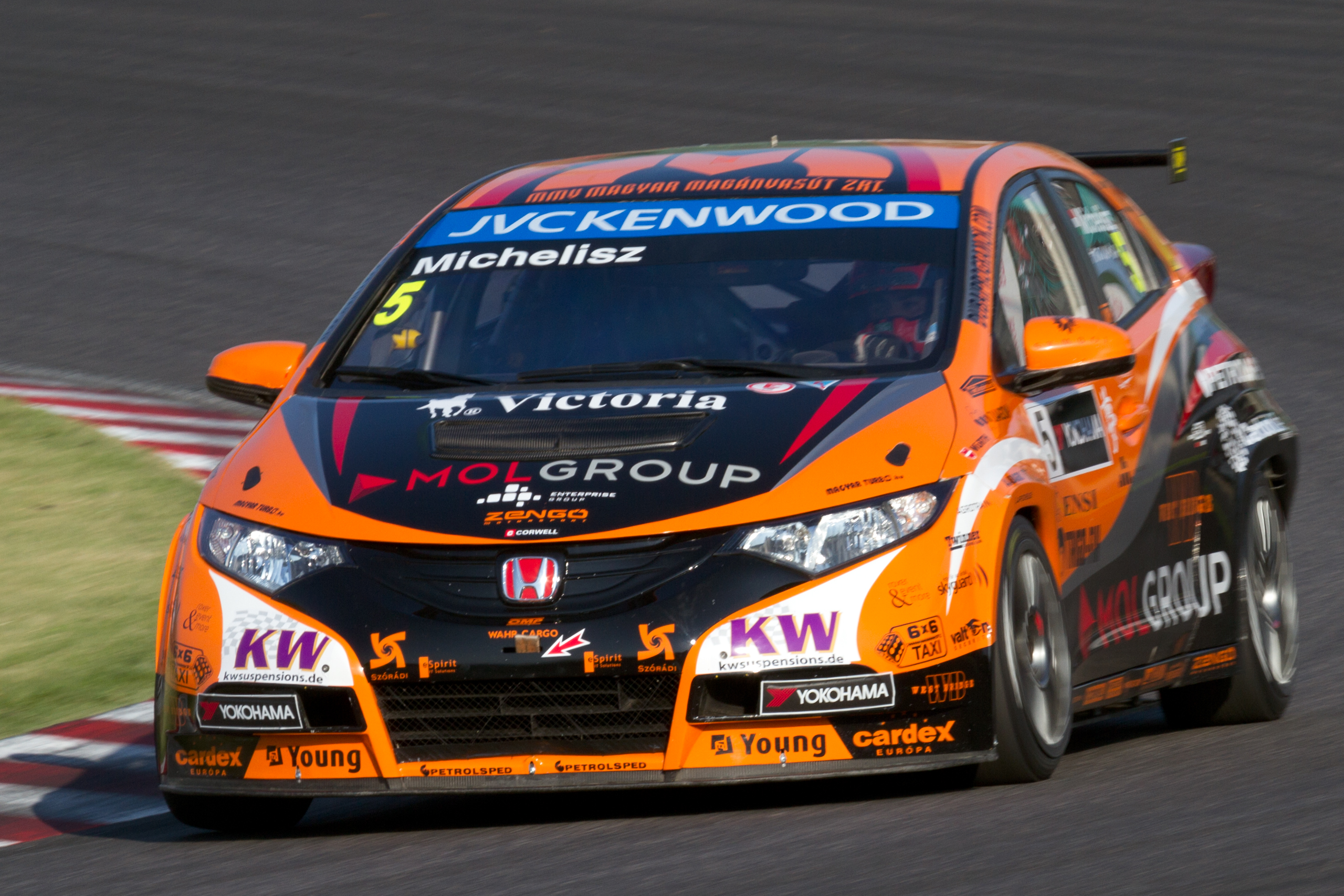
Honda Civic WTCC-vel a 2013-as japán futamon

2013-tól a Zengő Motorsport magyar versenyzője egy új fejlesztésű Honda Civic WTCC-vel állt rajthoz. A kezdeti nehézségek ellenére a harmadik versenyhétvégén dobogóra tudott állni, a tizedik fordulóban pedig megszerezte első futamgyőzelmét a japán gyártó otthonában, Szuzukában, harmadik wtcc-s futamgyőzelmét aratva ezzel. A szezonban összesen hét dobogós pozíciót könyvelhetett el. Az utolsó versenyig meccsben volt az ötödik helyért az angol Rob Huff-fal, azonban a makaói második futamon rajtbalesetbe keveredett, végül Huff nyert. Michelisz hatodikként zárta a 2013-as évadot, ami a kezdeti technikai hibák és összesen tíz kiesése ellenére jó eredménynek számított.

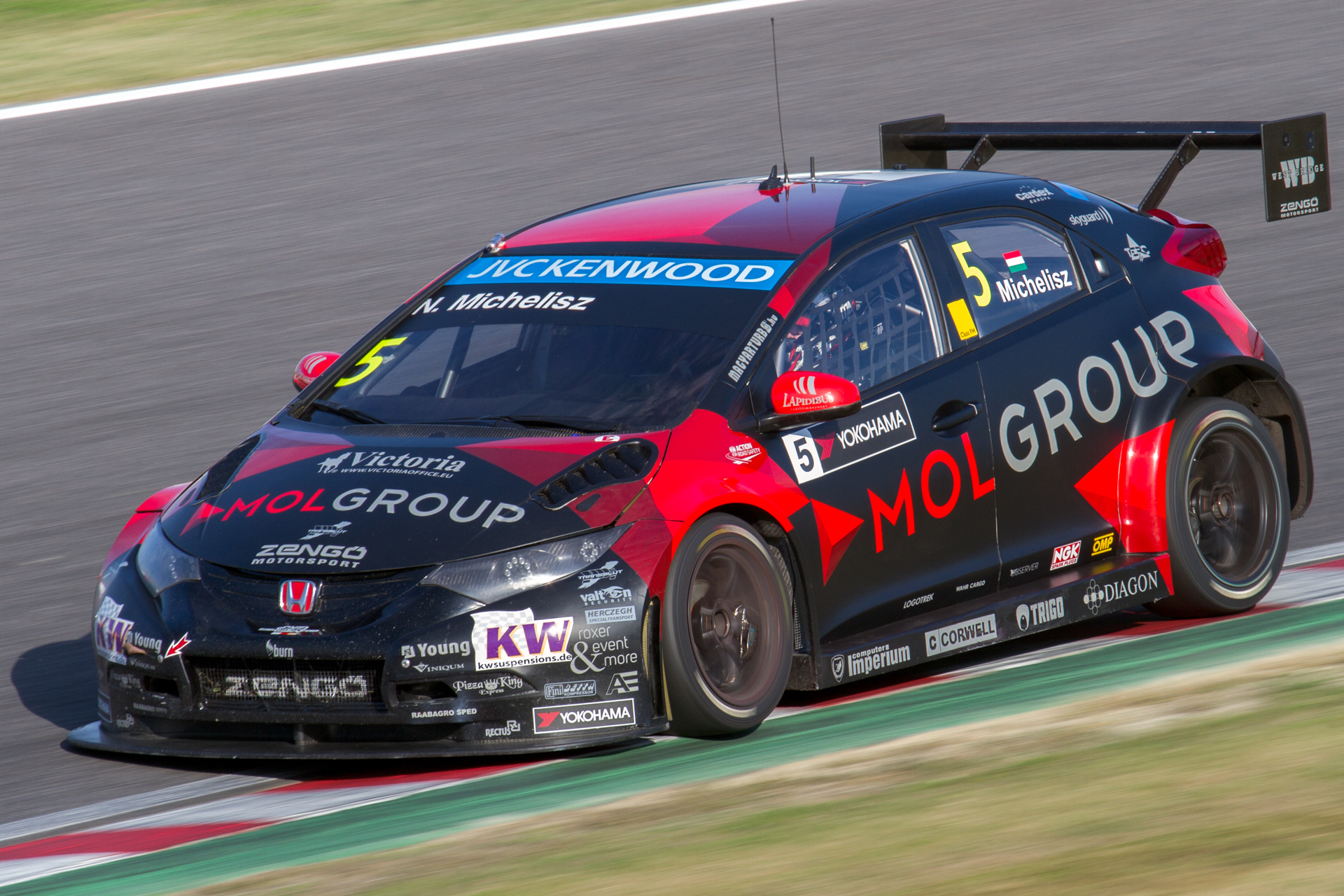
Michelisz Norbert (Japán, 2014)

#### WTCC 2014 – Világbajnoki 4. helyezés
Ebben az évben az eredeti tervek szerint két Honda Civicet állított volna csatasorba a Zengő Motorsport, de a csapat végül – részben anyagi megfontolásból – úgy döntött, inkább egy autóra, egy versenyzőre koncentrál. A szezonban a bajnokságban akkor bemutatkozó Citroën C-Elysée kocsik domináltak. Michelisz egy közepes első szezonfél és erős hajrá után a 4. helyen zárta a szezont, addigi legjobb összetett eredményét érve el.

#### WTCC 2015 – Utolsó év a Zengő Motorsporttal
2015-ben folytatódott Michelisz Norbert és a Zengő Motorsport együttműködése. Az előző évben elért eredményeknek köszönhetően a csapat félgyári támogatást kapott, a téli felkészülés során a magyar versenyzőnek többször lehetősége adódott a gyári Honda csapattal is tesztelni. A bajnokság harmadik fordulójában, a Hungaroringen a pole pozíció-ból indulva megnyerte a második futamot, szokatlanul nagy, 10 másodperces előnnyel Tom Coronel előtt. A szezont 193 ponttal a hatodik helyen zárta, a privát indulók számára kiírt Yokohama Trophyt pedig – immár másodszor – megnyerte. 2016. január 13-án a Honda gyári csapata bejelentette, hogy három autót indít, a pilótafelállást pedig Tiago Monteiro, Robert Huff és Michelisz Norbert alkotja.

#### WTCC 2016 – Gyári színekben
Michelisz Norbert a 2016-os szezonban a Honda gyári versenyzőjeként állt rajthoz. Csapattársai a portugál Tiago Monteiro és az angol Rob Huff voltak. A magyar pilóta rögtön az első, Le Castellet-i fordulóban dobogóra tudott állni: mindkét futam végén harmadikként haladt át a célvonalon. Egyik kedvenc pályáján, a Slovakia Ringen is jól ment, az első futam utolsó körében látványos manőverrel utasította maga mögé a négyszeres világbajnok Yvan Mullert, így hatodikként intették le, míg a második futamon 4. lett. Ezt követte a Hungaroring-i forduló, amit Michelisz nagy reményekkel várt, de ezúttal nem járt szerencsével. Az első futam felvezető körében turbóhibát szenvedett, emiatt a vert mezőnyben végzett. A két futam közötti időben a szerelők kicserélték a hibás turbótöltőt és Michelisz az utolsó rajthelyről ugyan, de nekivághatott a második futamnak. Michelisz előretörését az eső is segítette, de az egyik kanyarban összeért Hugo Valentével. Az ütközés következtében súlyosan megsérült a Civic WTCC jobb hátsó futóműve, amely az utolsó körben, a sikán előtti szakaszon eltörött. A magyar versenyző ennek ellenére bravúrosan célba hozta a Hondát, a 10. hellyel pontszerző lett.
Az olasz JAS Motorsport által felkészített Honda Civic versenyautók ebben az évben voltak először képesek versenyre kelni a túraautó-világbajnokságot az előző években uraló Citroënekkel. A marokkói városi pályán az agilis Civic WTCC-k domináltak, a második futamon hármas diadalt arattak Huff, Michelisz, Monteiro sorrendben, de az Nemzetközi Automobil-szövetség technikai ellenőrei szabálytalannak ítélték a Civic új padlólemezét, ezért utólag kizárták a Honda valamennyi autóját a hungaroringi és a marokkói futamokról. Az általános csalódottságot feledtetve Michelisz remek 3. és 2. helyeket gyűjtött be a Nürburgringen (utóbbit miután csapattársa, Tiago Monteiro gumidefekt miatt balesetet szenvedett az utolsó körben), majd a moszkvai és a portugáliai forduló egy-egy futamán is dobogóra állhatott. A szezon csúcspontját azonban a FIA WTCC Race of Japan Motegiben megszerzett győzelem jelentette a magyar pilóta számára. Miután sanghajban is szerzett egy erős 2. helyet, Michelisz visszatért a bajnoki dobogós helyért folyó versengésbe. A világbajnoki dobogó alsó fokának sorsa az utolsó fordulóban, Katarban dőlt el, ahol csapattársa, Tiago Monteiro váratlan segítséget kapott a visszavonulását már korábban bejelentő volt bajnoktól, Yvan Mullertől, így a portugál végül a 3., Michelisz a 4. helyen zárta az idényt. A Honda két versenyzője között egyetlen pont döntött (214:213).

#### WTCC 2017 – Esély a világbajnoki címre
Michelisz Norbert szerződését 2017-re meghosszabbította a Honda, csapattársai a portugál Tiago Monteiro, valamint a japán Ryo Michigami (illetve Monteiro szeptemberi tesztbalesetét követően az argentin Esteban Guerrieri és egy futamra az olasz Gabriele Tarquini) voltak. Az első, 2017-es WTCC marokkói verseny fordulóban első futamán az 5. helyen, a második futamon a 2. helyen végzett. A következő viadalon, a Monzában az ötödik helyről vágott neki az első futamnak, majd szenzációs versenyzéssel a harmadik körben már a második helyen haladt. A kör végén Mehdi Bennanit akarta megelőzni, azonban a marokkói figyelmetlenül ráhúzta a kormányt a Parabolica-kanyarban, összeütköztek és mindketten kiestek. Hazai versenye még rosszabbul alakult a Hungaroringen: az első futamon ütközött és kiesett, míg a másodikon negyedikként ért célba.
Hat futam után Michelisz a bajnokság ötödik helyére csúszott vissza, a Civic WTCC tempóját figyelembe véve helyzete kiábrándítónak tűnt. A következő, Nürburgringi hétvégén azonban Michelisz megszerezte a pole pozíciót a főfutamra, ami új reményt adott. A fordított rajtrácsos első futamon a 10. helyről indulva hetediknek jött fel, majd a második futamon másodikként intették le, Nicky Catsburg motorerőben jobb Volvo S60 WTCC-je mögött. Portugáliában szintén egy 7. hellyel nyitott, majd a második futamon pályafutása 6. győzelmét aratta, bajnoki riválisát, Björköt (Volvo) és Monteirót megelőzve. Argentínában, a Termas de Río Hondo pályán az első futam elején saját csapattársa, Tiago Monteiro belefordult a kocsijába a rajt utáni helyezkedésben, ennek következtében Michelisz csak 14. lett. A második futamon azonban nagyszerű rajttal faképnél hagyta a pole-ból induló Catsburgot (Volvo), majd hibátlan versenyzéssel megszerezte 7. diadalát a WTCC-ben. A mezőny először szerepelt a kínai Ningbo pályán, ám Michelisz ezt a hétvégét legszívesebben elfelejtené. A szakadó eső miatt mindössze 3 körig tartott a második futam, amelyen Michelisz hiába ért célba dobogós helyen, az FIA műszaki ellenőrei szabálytalannak találták a Honda új fejlesztésű injektorát, ezért utólag valamennyi japán autót kizárták. Az utolsó előtti fordulóra a mezőny visszatért a legendás makaói utcai pályára, ahol Michelisz legjobb köre a 2. rajthelyre volt elég a hely specialistája, Rob Huff mögött. A nyitóversenyen Michelisz az 5. helyen haladt, amikor elhibázta a Mandarin-kanyar kijáratát, orral nekikoccant a gumikordonnak, amitől a Civic WTCC keresztbe állt a pályán, eltorlaszolva az utat. Piros zászlóval megállították a futamot, majd az egy körrel korábbi állapotok szerint hirdettek végeredményt, így a magyar pilóta szerencsésen megtarthatta 5. helyét. Michelisz a főversenyen nem tudott lépést tartani Huffal, másodikként intették le, megelőzve Tom Chiltont, új csapattársát Guerrierit, valamint bajnoki riválisát, Björköt.
Az idényzáró katari versenyhétvégének világbajnoki esélyesként vághatott neki, 6,5 pontos hátrányban az éllovas Thed Björkhöz képest. Az időmérő edzésen egy fékhibát követően csak a 11. rajthelyet szerezte meg, a nyitófutamon ugyan feljött a kilencedik helyre, de így is nőtt a hátránya a vb-pontversenyt vezető svédhez képest, akit az ötödik helyen intettek le. A főfutamon, az idény utolsó versenyén Michelisz a nyolcadik helyen végzett, Björk pedig a harmadik helyével ünnepelhette a világbajnoki címet. Michelisz, pályafutása legjobb eredményét elérve lett második az összetettben, és ő lett a magyar autósport első világbajnoki érmese.

### TCR nemzetközi sorozat

#### 2017 – Csapatfőnök és versenyző
2017. március 20-án fény derült arra, hogy Michelisz Norbert saját csapatot indít a TCR-ben, M1RA néven. Tassi Attila, Roberto Colciago, Giacomo Altoé és Josh Files mellett ő maga is megfordult versenyzőként az alakulatnál – legjobb eredménye pedig a Hungaroringen szerzett második helye, valamint a thaiföldi győzelme. Összesen négy futamon állt rajthoz – ezek alatt 59 pontot szerzett, amellyel a 14. lett az összetettben.

### Túraautó-világkupa
2018 – Futamgyőztes
2017. december 6-án bejelentették, hogy a Túraautó-világbajnokság és a TCR nemzetközi sorozat egyesülésével 2018-tól elindul a Túraautó-világkupa. 2018. január 30-án pedig kiderült, hogy Michelisz a Hyundaiokat futtató BRC Racing színeiben folytatja pályafutását, a 2009-es világbajnok Gabriele Tarquini csapattársaként. Az idényben egy versenyt nyert a Slovakiaringen.
2019 – Világkupa-győztes
A 2018-as évben még szorosabbra fűzte kapcsolatát a Hyundai Michelisszel, hiszen márciusban bejelentették, hogy a márka magyarországi nagykövete lesz. Az új szezonra készülve 2019 márciusában bemutatták Michelisz autójának új festését, mely sokkal hatásosabb lett a korábbinál. A szezonnyitón végig küzdött az autója beállításaival, emellett az egészségi állapota sem volt a legjobb. A Hungaroringen hazai közönség előtt megnyerte a második időmérőedzést, ami pole-t jelentett a számára a harmadik futamra. Egy biztonsági autós fázis után elvesztette a vezetést csapattársával, Gabriele Tarquinivel szemben és a 2. pozícióban intették le. Ezt követően minden hétvégén dobogóra tudott állni legalább egyszer és 5 futamgyőzelmet aratott. A világkupa-győztesi cím a szezonzáró villanyfényes harmadik versenyére esett, amit Esteban Guerrierivel szemben vívott. Még a rajt előtt komolyan szerelték az autóját, amelyet később mint kiderült motorhiba miatt. A startnál Guerrieri és Azcona is megelőzte, majd ők ketten később összeütköztek, aminek következtében az argentin pilóta autójának szellőzői eltömődtek a sok szennyeződéstől, amit a pálya széléről hordott fel és a bokszba kényszerült. A szervizelés után az utolsó helyre érkezett vissza, miközben Micheliszt az 5. helyen intette le a kockás zászló, ami azt jelentette, hogy a magyar pilóta lett a világkupa-győztes, és ezzel pedig magyar autósport-történelmet írt.

#### 2020–
A koronavírus-világjárvány jelentősen lerövidült és Európára koncentrálódott versenynaptár második állomásán, a legendás Nürburgringen 2020. szeptember 24-én a Hyundai Motorsport hivatalosan bejelentette, hogy nem fog indulni a versenyhétvégén, mivel igazságtalannak találták a bajnokság teljesítmény kiegyenlítő rendszerét (BoP). Ez egyben azt is jelentette, hogy Michelisz sem vett részt a fordulóban.
2021. október 10-én a csehországi Most versenypályán közel két év után újra futamot tudott nyerni.
2022 februárjában bejelentették, hogy az évre a spanyol Mikel Azcona lett a csapattársa. Az év közben kiderült, hogy a WTCR addigi formájában megszűnik létezni. November 12-én a 7. pozícióból rajtolva futamot nyert Bahreinben. Ezzel saját pályafutása során először érte el azt, hogy egy versenyhétvégén belül dobogót és győzelmet is szerez. Az év végén a 4. helyen végzett 222 ponttal.

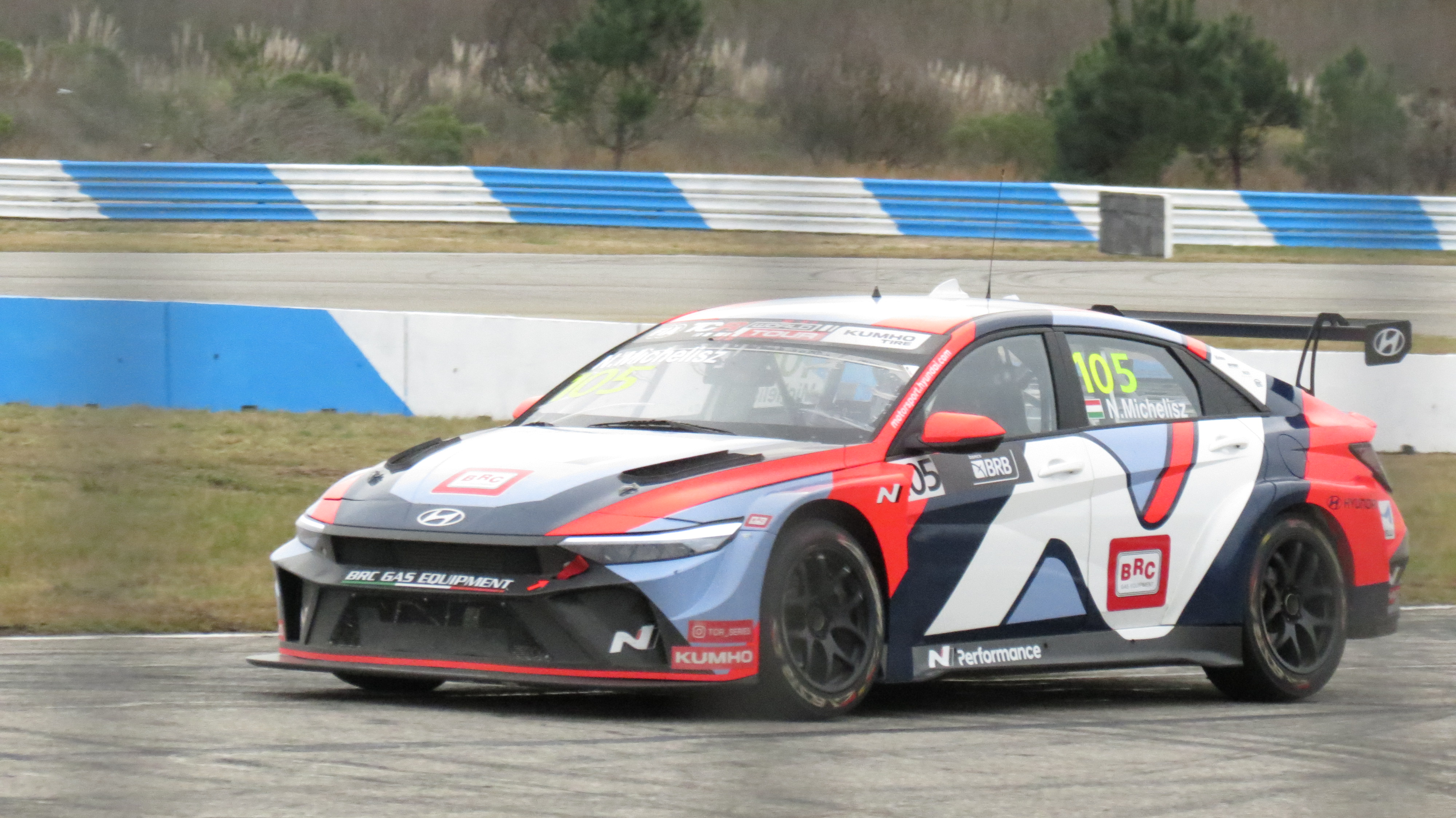
2024-ben Uruguayban

WTCR-pályafutása során összesen 106 versenyen indult, 8 győzelmet ért el és 8 kvalifikációt zárt az élen, ami a legtöbbnek számított.

## Eredményei

### Teljes WTCC-s eredménysorozata
| Év   | Csapat                    | Autó               | 1   | 1   | 2   | 2   | 3   | 3   | 4   | 4   | 5   | 5   | 6   | 6   | 7   | 7   | 8   | 8   | 9   | 9   | 10  | 10  | 11  | 11  | 12  | 12  | Helyezés | Pont |
| 2008 | SUNRED Racing Development | SEAT León TFSI     | BRA | BRA | MEX | MEX | ESP | ESP | FRA | FRA | CZE | CZE | POR | POR | GBR | GBR | GER | GER | EUR | EUR | ITA | ITA | JPN | JPN | MAC | MAC | —        | 0    |
| ---- | ------------------------- | ------------------ | --- | --- | --- | --- | --- | --- | --- | --- | --- | --- | --- | --- | --- | --- | --- | --- | --- | --- | --- | --- | --- | --- | --- | --- | -------- | ---- |
| 2008 | SUNRED Racing Development | SEAT León TFSI     |     |     |     |     |     |     |     |     |     |     |     |     |     |     |     |     |     |     |     |     | KI  | 16  |     |     | —        | 0    |
| 2009 | SUNRED Engineering        | SEAT León 2.0 TFSI | BRA | BRA | MEX | MEX | MAR | MAR | FRA | FRA | ESP | ESP | CZE | CZE | POR | POR | GBR | GBR | GER | GER | ITA | ITA | JPN | JPN | MAC | MAC | —        | 0    |
| 2009 | SUNRED Engineering        | SEAT León 2.0 TFSI |     |     |     |     |     |     |     |     |     |     |     |     |     |     | KI  | NK  |     |     |     |     |     |     |     |     | —        | 0    |
| 2010 | Zengő-Dension Team        | SEAT León TDI      | BRA | BRA | MAR | MAR | ITA | ITA | BEL | BEL | POR | POR | GBR | GBR | CZE | CZE | GER | GER | ESP | ESP | JPN | JPN | MAC | MAC |     |     | 9.       | 104  |
| 2010 | Zengő-Dension Team        | SEAT León TDI      | 10  | 9   | 7   | 10  | 19  | 8   | 6   | 7   | 7   | KI  | 9   | 7   | KI  | 14  | 8   | 11  | 11  | 12  | 3   | 7   | 5   | 1   |     |     | 9.       | 104  |
| 2011 | Zengő-Dension Team        | BMW 320 TC         | BRA | BRA | BEL | BEL | ITA | ITA | HUN | HUN | CZE | CZE | POR | POR | GBR | GBR | GER | GER | ESP | ESP | JPN | JPN | CHN | CHN | MAC | MAC | 9.       | 88   |
| 2011 | Zengő-Dension Team        | BMW 320 TC         |     |     | 7   | 8   | 4   | 7   | 2   | 15  | 8   | 15  | 8   | 4   | NK  | 12  | 15  | KI  | 7   | 6   | 15  | 9   | 11  | KI  | 8   | 9   | 9.       | 88   |
| 2012 | Zengő Motorsport          | BMW 320 TC         | ITA | ITA | ESP | ESP | MAR | MAR | SVK | SVK | HUN | HUN | AUT | AUT | POR | POR | BRA | BRA | USA | USA | JPN | JPN | CHN | CHN | MAC | MAC | 6.       | 155  |
| 2012 | Zengő Motorsport          | BMW 320 TC         | 9   | 8   | 7   | 4   | 9   | KI  | 6   | 6   | 7   | 1   | 9   | 5   | 4   | 10  | 9   | 5   | 3   | 2   | 13  | KI  | 15  | 24  | KI  | 21  | 6.       | 155  |
| 2013 | Zengő Motorsport          | Honda Civic WTCC   | ITA | ITA | MAR | MAR | SVK | SVK | HUN | HUN | AUT | AUT | RUS | RUS | POR | POR | ARG | ARG | USA | USA | JPN | JPN | CHN | CHN | MAC | MAC | 6.       | 185  |
| 2013 | Zengő Motorsport          | Honda Civic WTCC   | 8   | 22  | KI  | 15  | 3   | 21  | 2   | 8   | 14  | 3   | 3   | 5   | KI  | NI  | 7   | 5   | 20  | 3   | 1   | KI  | 10  | 3   | 4   | KI  | 6.       | 185  |
| 2014 | Zengő Motorsport          | Honda Civic WTCC   | MAR | MAR | FRA | FRA | HUN | HUN | SVK | SVK | AUT | AUT | RUS | RUS | BEL | BEL | ARG | ARG | BEI | BEI | CHN | CHN | JPN | JPN | MAC | MAC | 4.       | 201  |
| 2014 | Zengő Motorsport          | Honda Civic WTCC   | 9   | NI  | 7   | 8   | 6   | 10  | 3   | T   | 9   | 4   | 9   | 7   | 7   | 7   | 2   | 7   | 6   | 5   | 5   | 4   | 4   | 3   | 2   | 4   | 4.       | 201  |
| 2015 | Zengő Motorsport          | Honda Civic WTCC   | ARG | ARG | MAR | MAR | HUN | HUN | GER | GER | RUS | RUS | SVK | SVK | FRA | FRA | POR | POR | JPN | JPN | CHN | CHN | THA | THA | QAT | QAT | 6.       | 193  |
| 2015 | Zengő Motorsport          | Honda Civic WTCC   | 6   | 7   | 8   | 11  | 8   | 1   | 4   | KI  | 7   | 3   | KI  | 8   | 6   | 2   | 3   | 4   | 2   | 14  | 6   | 11  | KI  | 12  | 7   | 3   | 6.       | 193  |
| 2016 | Honda Racing Team JAS     | Honda Civic WTCC   | FRA | FRA | SVK | SVK | HUN | HUN | MAR | MAR | GER | GER | RUS | RUS | POR | POR | ARG | ARG | JPN | JPN | CHN | CHN | THA | THA | QAT | QAT | 4.       | 213  |
| 2016 | Honda Racing Team JAS     | Honda Civic WTCC   | 3   | 3   | 6   | 4   | NI  | 10  | KIZ | KIZ | 3   | 2   | 10  | 3   | 8   | 3   | 6   | 8   | 1   | 8   | 2   | 11  | T   | T   | 5   | 4   | 4.       | 213  |
| 2017 | Honda Racing Team JAS     | Honda Civic WTCC   | MAR | MAR | ITA | ITA | HUN | HUN | GER | GER | POR | POR | ARG | ARG | CHN | CHN | JPN | JPN | MAC | MAC | QAT | QAT |     |     |     |     | 2.       | 255  |
| 2017 | Honda Racing Team JAS     | Honda Civic WTCC   | 5   | 2   | KI  | 6   | KI  | 4   | 7   | 2   | 7   | 1   | 14  | 1   | KIZ | KIZ | 7   | 1   | 5   | 2   | 9   | 8   |     |     |     |     | 2.       | 255  |

KI = kiesett
NI = nem indult
NK = nem kvalifikálta magát
T = törölt verseny
† = nem ért célba, de a táv 90%-át teljesítette és rangsorolva lett

### Teljes TCR nemzetközi sorozat eredménylistája
|  |  |  |  |  |  |  |  |  |  | 2 | 6 |  |  | 1 | 22† |  |  |  |  |

### Teljes WTCR-es eredménysorozata
| Év   | Csapat                             | Autó                  | 1   | 1   | 1   | 2   | 2   | 2   | 3   | 3   | 3   | 4   | 4   | 4   | 5   | 5   | 5   | 6   | 6   | 6   | 7   | 7   | 7   | 8   | 8   | 8   | 9   | 9   | 9   | 10  | 10  | 10  | Helyezés | Pont |
| 2018 | BRC Racing Team                    | Hyundai i30 N TCR     | MAR | MAR | MAR | HUN | HUN | HUN | GER | GER | GER | NED | NED | NED | POR | POR | POR | SVK | SVK | SVK | CHN | CHN | CHN | WUH | WUH | WUH | JPN | JPN | JPN | MAC | MAC | MAC | 4.       | 246  |
| ---- | ---------------------------------- | --------------------- | --- | --- | --- | --- | --- | --- | --- | --- | --- | --- | --- | --- | --- | --- | --- | --- | --- | --- | --- | --- | --- | --- | --- | --- | --- | --- | --- | --- | --- | --- | -------- | ---- |
| 2018 | BRC Racing Team                    | Hyundai i30 N TCR     | KI  | 7   | 53  | 3   | 6   | 21  | 4   | 5   | KI3 | KI  | 23  | 22† | KI  | 5   | 32  | KI  | 6   | 1   | KI  | 11  | 52  | KI  | 14  | 14  | 11  | 3   | 9   | 5   | KI  | 3   | 4.       | 246  |
| 2019 | BRC Hyundai N Squadra Corse        | Hyundai i30 N TCR     | MAR | MAR | MAR | HUN | HUN | HUN | SVK | SVK | SVK | NED | NED | NED | GER | GER | GER | POR | POR | POR | CHN | CHN | CHN | JPN | JPN | JPN | MAC | MAC | MAC | MAL | MAL | MAL | 1.       | 372  |
| 2019 | BRC Hyundai N Squadra Corse        | Hyundai i30 N TCR     | 11  | 12  | 8   | 10  | KI  | 21  | 32  | 6   | 2   | KI  | 7   | 3   | 12  | 7   | KI4 | 1   | KI  | 10  | 4   | 1   | KI  | 13  | 1   | 8   | 2   | 10  | 12  | 1   | 8   | 41  | 1.       | 372  |
|      |                                    |                       | 1   | 1   | 2   | 2   | 3   | 3   | 3   | 4   | 4   | 4   | 5   | 5   | 5   | 6   | 6   | 6   |     |     |     |     |     |     |     |     |     |     |     |     |     |     |          |      |
| 2020 | BRC Hyundai N Lukoil Squadra Corse | Hyundai i30 N TCR     | BEL | BEL | GER | GER | SVK | SVK | SVK | HUN | HUN | HUN | ESP | ESP | ESP | ARA | ARA | ARA |     |     |     |     |     |     |     |     |     |     |     |     |     |     | 13.      | 93   |
| 2020 | BRC Hyundai N Lukoil Squadra Corse | Hyundai i30 N TCR     | 11  | 8   | VI  | VI  | 10  | 6   | 102 | 21  | 5   | 10  | 6   | 15  | 16  | 16  | 5   | 7   |     |     |     |     |     |     |     |     |     |     |     |     |     |     | 13.      | 93   |
|      |                                    |                       | 1   | 1   | 2   | 2   | 3   | 3   | 4   | 4   | 5   | 5   | 6   | 6   | 7   | 7   | 8   | 8   | 9   | 9   |     |     |     |     |     |     |     |     |     |     |     |     |          |      |
| 2021 | BRC Hyundai N Lukoil Squadra Corse | Hyundai Elantra N TCR | GER | GER | POR | POR | ESP | ESP | HUN | HUN | CZE | CZE | FRA | FRA | ITA | ITA | RUS | RUS |     |     |     |     |     |     |     |     |     |     |     |     |     |     | 8.       | 146  |
| 2021 | BRC Hyundai N Lukoil Squadra Corse | Hyundai Elantra N TCR | 5   | Ki  | Ki5 | 3   | 75  | Hn4 | 6   | 143 | 15  | 12  | 72  | 63  | 45  | 7   | 12  | 8   |     |     |     |     |     |     |     |     |     |     |     |     |     |     | 8.       | 146  |
| 2022 | BRC Hyundai N Squadra Corse        | Hyundai Elantra N TCR | FRA | FRA | GER | GER | HUN | HUN | ESP | ESP | POR | POR | ITA | ITA | ALS | ALS | BHR | BHR | KSA | KSA |     |     |     |     |     |     |     |     |     |     |     |     | 4.       | 222  |
| 2022 | BRC Hyundai N Squadra Corse        | Hyundai Elantra N TCR | 9   | Ki  | T   | T   | 12  | 4   | 6   | Ki  | 4   | 5   | 4   | 4   | 4   | 4   | 24  | 1   | 24  | 4   |     |     |     |     |     |     |     |     |     |     |     |     | 4.       | 222  |

† A versenyt nem fejezte be, de helyezését értékelték, mert a versenytáv több, mint 75%-át teljesítette.

### Teljes ETCR elektromostúraautó-világkupa eredménysorozata
| 843 | 1133 | 661 | 1133 | 846 | 377 |

### Teljes TCR World Tour eredménysorozata
| Év   | Csapat                      | Autó                  | 1   | 1   | 2   | 2   | 3   | 3   | 4   | 4   | 5   | 5   | 6   | 6   | 7   | 7   | 7   | 8   | 8   | 8   | 9   | 9   | Helyezés | Pont |
| 2023 | BRC Hyundai N Squadra Corse | Hyundai Elantra N TCR | POR | POR | BEL | BEL | ITA | ITA | HUN | HUN | URU | URU | ARG | ARG | SYD | SYD | SYD | AUS | AUS | AUS | MAC | MAC | 1.       | 440  |
| ---- | --------------------------- | --------------------- | --- | --- | --- | --- | --- | --- | --- | --- | --- | --- | --- | --- | --- | --- | --- | --- | --- | --- | --- | --- | -------- | ---- |
| 2023 | BRC Hyundai N Squadra Corse | Hyundai Elantra N TCR | 1   | 8   | 8   | 2   | 1   | 4   | 65  | 19  | 64  | 7   | 2   | 4   | 8   | 4   | 2   | 10  | 1   | 5   | 1   | 8   | 1.       | 440  |
|      |                             |                       | 1   | 1   | 2   | 2   | 3   | 3   | 4   | 4   | 5   | 5   | 6   | 6   | 7   | 7   |     |     |     |     |     |     |          |      |
| 2024 | BRC Hyundai N Squadra Corse | Hyundai Elantra N TCR | ITA | ITA | MAR | MAR | USA | USA | BRA | BRA | URU | URU | CHN | CHN | MAC | MAC |     |     |     |     |     |     | 1.       | 323  |
| 2024 | BRC Hyundai N Squadra Corse | Hyundai Elantra N TCR | 1   | 6   | 3   | 11  | 2   | 5   | 6   | 1   | 43  | 4   | 75  | 8   | 24  | 5   |     |     |     |     |     |     | 1.       | 323  |
|      |                             |                       | 1   | 1   | 1   | 2   | 2   | 2   | 3   | 3   | 4   | 4   | 5   | 5   | 5   | 6   | 6   | 6   | 7   | 7   | 8   | 8   |          |      |
| 2025 | BRC Hyundai N Squadra Corse | Hyundai Elantra N TCR | MEX | MEX | MEX | ESP | ESP | ESP | ITA | ITA | POR | POR | AUS | AUS | AUS | KOR | KOR | KOR | CHN | CHN | MAC | MAC | 5.*      | 125* |
| 2025 | BRC Hyundai N Squadra Corse | Hyundai Elantra N TCR | 13  | 13  | 11  | 4   | 11  | 5   | 1   | 4   |     |     |     |     |     |     |     |     |     |     |     |     | 5.*      | 125* |

* A szezon jelenleg is zajlik.
† A versenyt nem fejezte be, de helyezését értékelték, mert a versenytáv több, mint 75%-át teljesítette.
1 2 3 4 5 6 – Pontszerző pozíció az időmérőn.
Félkövér – Pole-pozíció
Dőlt – Leggyorsab kör a versenyen

### Teljes ERC eredménysorozata
|  |  |  |  |  |  |  | 13 |

### Teljes TCR Európa-kupa eredménysorozata
|  |  |  |  |  |  |  |  |  |  |  |  | 3 | 4 |

† A versenyt nem fejezte be, de helyezését értékelték, mert a versenytáv több, mint 75%-át teljesítette.

### Teljes International Superstars Series eredménysorozata
| Év   | Csapat           | Autó         | 1     | 2     | 3     | 4     | 5     | 6     | 7     | 8     | 9       | 10       | 11    | 12    | 13    | 14    | 15    | 16    | 17    | 18    | Helyezés | Pont |
| ---- | ---------------- | ------------ | ----- | ----- | ----- | ----- | ----- | ----- | ----- | ----- | ------- | -------- | ----- | ----- | ----- | ----- | ----- | ----- | ----- | ----- | -------- | ---- |
| 2012 | Scuderia Giudici | BMW M3 (E92) | MNZ 1 | MNZ 2 | IMO 1 | IMO 2 | DON 1 | DON 2 | MUG 1 | MUG 2 | HUN 1 3 | HUN 2 KI | SPA 1 | SPA 2 | VAL 1 | VAL 2 | PER 1 | PER 2 | SEN 1 | SEN 2 | 25.      | 14   |

## Sikerei, díjai
| Év   | Eredmény                                | Forrás |
| ---- | --------------------------------------- | ------ |
| 2012 | Túraautó-világbajnokság – privát bajnok | [ 37 ] |
| 2015 | Túraautó-világbajnokság – privát bajnok | [ 38 ] |
| 2014 | A Magyar Érdemrend lovagkeresztje       | [ 39 ] |
| 2015 | Az év magyar sportolója – 3. hely       | [ 40 ] |
| 2017 | Az év magyar autóversenyzője            | [ 41 ] |
| 2018 | Az év magyar autóversenyzője            | [ 42 ] |
| 2019 | Az év magyar autóversenyzője            | [ 43 ] |
| 2024 | Az év magyar autóversenyzője            | [ 44 ] |
| 2019 | Túraautó-világkupa – bajnok             | [ 45 ] |
| 2023 | TCR World Tour – bajnok                 | [ 46 ] |
| 2024 | TCR World Tour – bajnok                 | [ 47 ] |